# Donje Gare
Donje Gare (cyr. Доње Гаре) – wieś w Serbii, w okręgu jablanickim, w gminie Vlasotince. W 2011 roku liczyła 90 mieszkańców.